# Giuseppe Boschetto
Giuseppe Boschetto (Napoli, aprile 1841 – Napoli, 1918) è stato un pittore italiano.

## Biografia
Giuseppe Boschetto, pittore che risulta attivo a Napoli, si mise in evidenza per i dipinti - costruiti con molte figure - che rappresentavano scene storiche o di vita pubblica nel corso dei secoli passati. Le sue tele in gran parte erano ambientate nella Roma antica o nell'antica Grecia: una tematica, nota come pompeiana, che era preferita da molti altri pittori del tempo, in particolare da artisti di area toscana e meridionale.
Si formò prima nell'atelier di Giuseppe Mancinelli e più tardi in quello di Domenico Morelli, di cui era considerato uno degli allievi più dotati e promettenti, al pari di Camillo Miola e di Eduardo Tofano. In linea con il Verismo degli anni settanta e ottanta dell'Ottocento - che aveva contagiato anche la pittura - applicava ai suoi soggetti storici e di costume un diffuso senso di realismo. Dotato di pennellata vivace, luminosa e ricca di sfumature, Giuseppe Boschetto sapeva come rendere attuale un episodio storico, ricostruendolo e ambientandolo in un modo più veritiero possibile, sostenuto anche da attenti studi storici e di costume.

### Opere

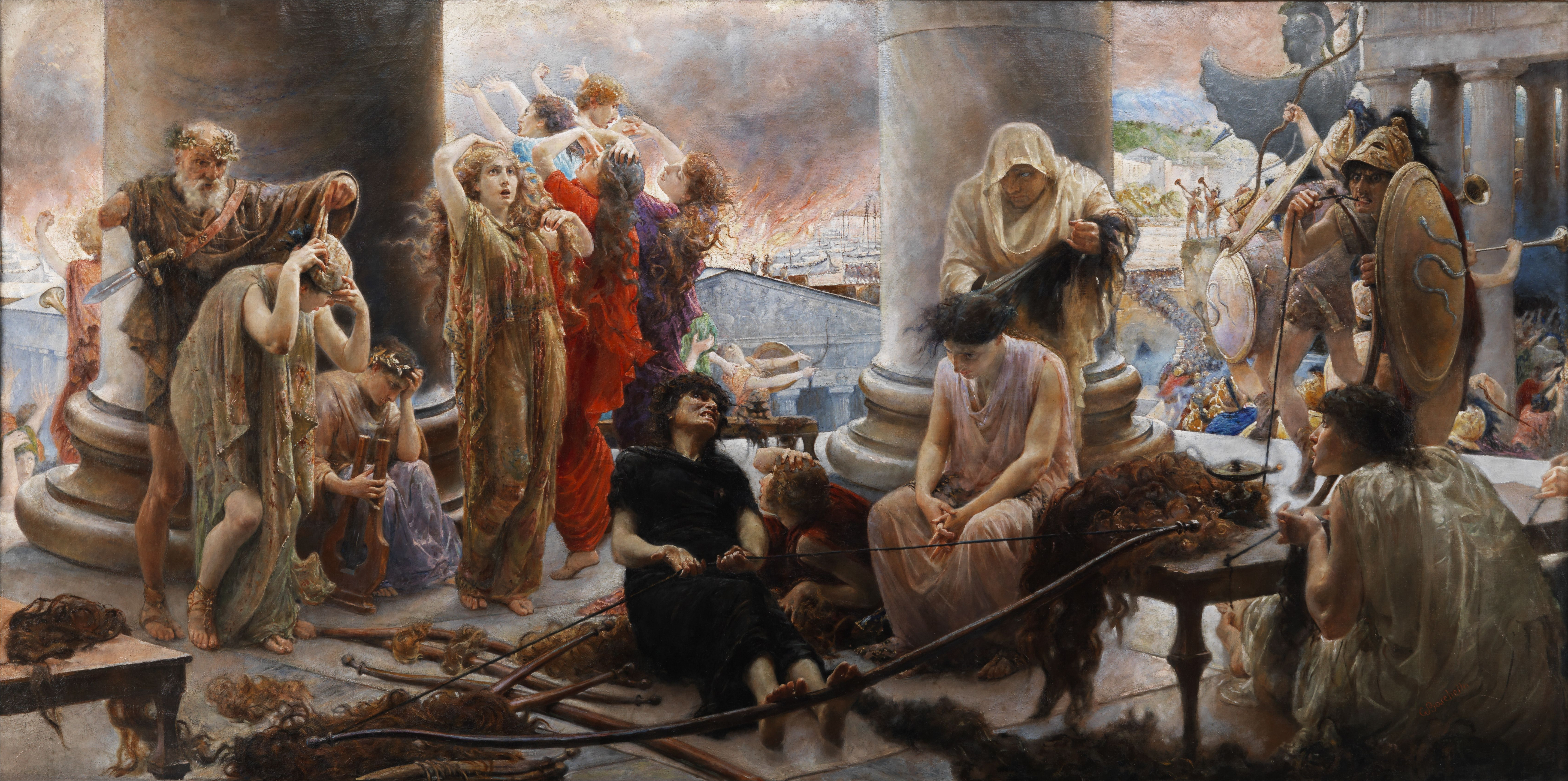
Pro Patria Omnia

Dipinse Infanzia di Petrarca (1863) e Galileo Galilei dinnanzi al Sant'Uffizio (1865), che furono esposti alla Promotrice di Napoli; Cicisbeo, al palazzo Reale di Napoli; Lucrezia Borgia che regge il papato (1866), al Museo di Capodimonte; Clienti che visitano il patrono (1867); Maldicenti ed Eleonora Pimentel Fonseca condotta al patibolo, entrambi del 1868, al palazzo della Provincia di Napoli; Sortilegio, esposto alla Promotrice di Napoli del 1874 e Maga, esposto alla Promotrice di Napoli del 1877. Realizzò anche opere in costumi settecenteschi, come il Ballo a corte della collezione Ricci Oddi di Piacenza. 
Alla 4ª Mostra nazionale di belle arti di Torino, del 1880, che funzionò da trampolino di lancio per molti pittori,  espose Riva di Santa Lucia. Nel 1883 presentò all'Esposizione Nazionale di Belle Arti di Roma Socrate beve la cicuta. Altri suoi dipinti: Proscrizioni di Silla e Agrippina che spia il Senato, dipinto esposto nel 1877 a Napoli. Alla Galleria dell'Accademia di belle arti di Napoli si conserva un suo acquarelloː Figura.

### Ultimi anni
Alla morte del fratello trascurò la pittura per occuparsi di un'industria, in cui era investita la dote delle sorelle nubili. Sfortunatamente non ebbe fortuna, s'indebitò e cadde in povertà. Chiese invano un posto di professore all'Accademia di belle arti di Napoli, anche per i corsi serali, ma non fu esaudito. Nella sua bottega, a Napoli, in via Santa Brigida, si circondava di giovani artisti. Intitolò la sua ultima opera: Diviserunt vestimenta mea. Morì dimenticato e povero.